# مپل اسپرینگز (مینه‌سوتا)
مپل اسپرینگز (به انگلیسی: Maple Springs) یک منطقهٔ مسکونی در ایالات متحده آمریکا است که در شهرستان واباشا واقع شده‌است. مپل اسپرینگز ۲۳۲٫۸۷ متر بالاتر از سطح دریا قرار دارد.